# Росковец
Росковец (алб. Roskovec або Roskoveci) — невелике місто в Албанії. Місто розташоване між Фієром і Бератом. Центр округу Фієрі, населення — 4 975 жителів (перепис 2011).
Назва міста походить від болгарської мови. Більшість жителів міста працює у сільському господарстві, серед них є мусульмани і православні християни.